# オスカー・ヴィッテンシュタイン

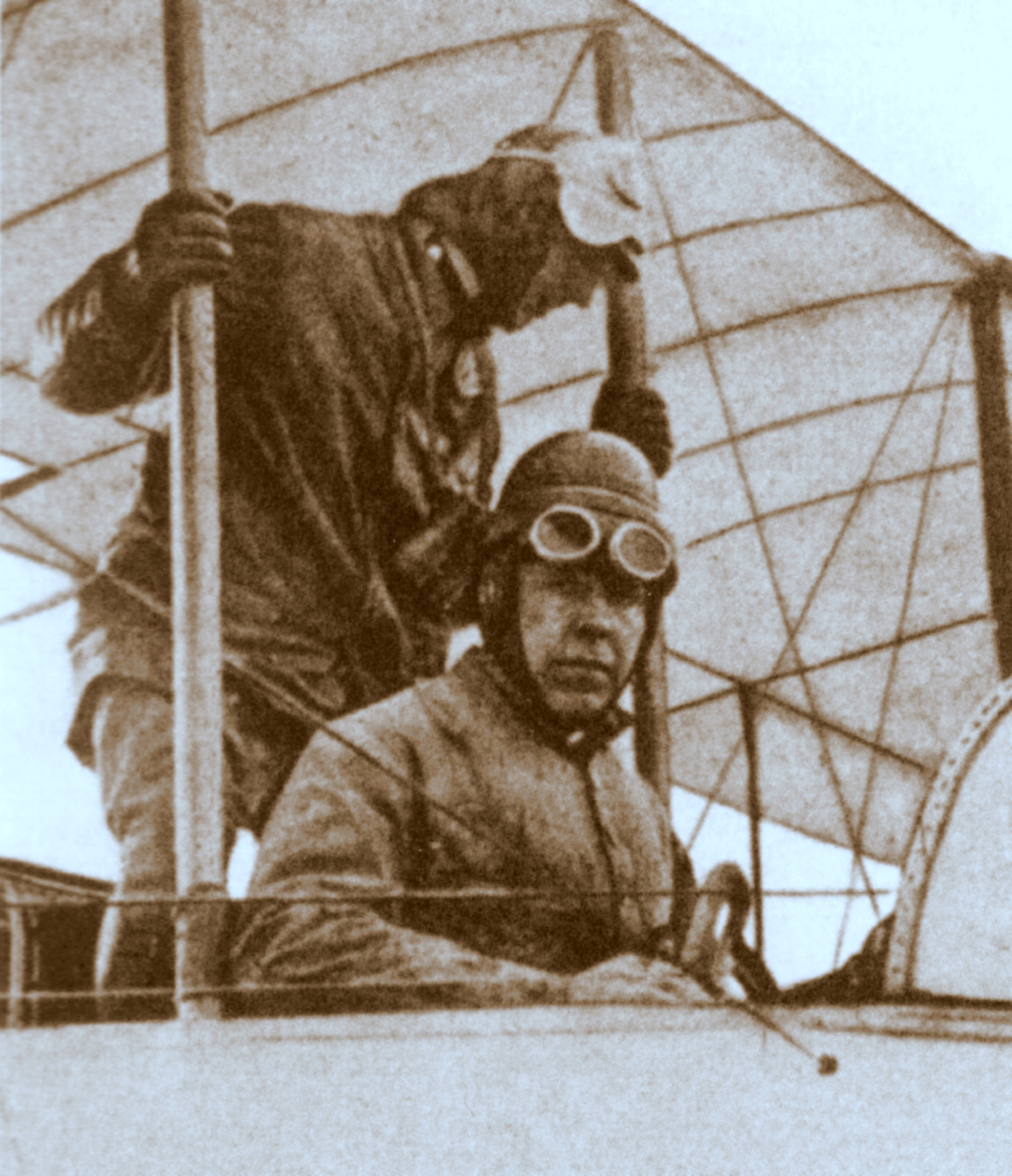
操縦席のヴィッテンシュタイン

オスカー・ヴィッテンシュタイン（Oscar Jürgen Wittenstein または Oskar Jürgen Wittenstein、1880年9月28日 - 1918年9月3日）は、ドイツの実業家、美術収集家であり、航空のパイオニアでもあった。画家、アドルフ・エルプスレーの友人であったことから、ドイツにおける前衛絵画の画家グループ、「ミュンヘン新芸術家協会」のメンバーとして活動を支援した。

## 略歴
帝政ドイツ領邦プロイセン王国ルール地方のバルメン（Barmen:現在のヴッパータールの一部）の有力な実業家の家系に生まれた。父親は染色工場のオーナーで、母親は社会思想家のフリードリヒ・エンゲルスの姪であった。
スイスのローザンヌの商業学校に学んだ後、ハイデルベルク大学で化学、哲学、美術史を学び、1903年に学位を得た。1904年にミュンヘンに移り、友人で遠い親戚で絵を学んでいたアドルフ・エルプスレーと同じアパートに同居し、音楽家のマックス・レーガーから音楽を学び、ゲーテの信奉者で、ミュンヘン大学で哲学や文学も受講した。1909年にエルプスレーがマリアンネ・フォン・ヴェレフキンとアレクセイ・フォン・ヤウレンスキーとともに、ミュンヘン新芸術家協会を創設した時、21人の創立メンバーになり、副理事になった。新芸術家協会は1911年にワシリー・カンディンスキーが理事長を辞任した後、エルプスレーが後任の理事長になるが1912年には、内紛でメンバーの脱退が相次ぎ、活動を停止することになった。
芸術に関する活動と並行して、1909年にフランスの航空のパイオニア、アンリ・ファルマンとモーリス・ファルマンのもとで、パイロットとしての訓練を受けた。1911年3月18日にファルマン複葉機でパイロット試験に合格し、4月29日にミュンヘンで、ドイツの航空士免許(no.81)を受領した。ミュンヘン上空を飛行機で飛行した最初のパイロトとなり。航空輸送協会の設立にもスポンサーとして関与した。
美術の世界での協力者でもあったアドルフ・エルプスレーとミュンヘンにドイツ飛行機（Flugwerk Deutschland）やLuftschiffbau-Gesellschaft Veeh m.b.Hなどの設立に関わった。これらの会社で単葉機の開発を行ない、初飛行もしたとされるが、経済的な理由で、航空機製造の会社の存続は断念している。パイロットとして多くの飛行競技会にも参加した。
第一次世界大戦が始まると、軍用の巨人機、R 21/16の開発に関わり、予備役の将校として試験飛行に同乗し、エンジン故障で機体は墜落し、パイロットや機関士とともに死亡した。

## 著作
- Gewinnung und Benutzung leerer Räume ohne Luftpumpe. Inaugural-Dissertation zur Erlangung der Doktorwürde einer hohen naturwissenschaftlich-math. Fakultät zu Heidelberg. Druck von J. Flörning, Heidelberg 1903.
- Von der Macht des Verstandes oder von der menschlichen Freiheit. Strecker & Schröder, Stuttgart 1921. Bearbeitet von Constantin Brunner (als unvollendetes Manuskript aus dem Nachlass, in 200 nummerierten Exemplaren gedruckt)